# Hypnomorphus
Hypnomorphus là một chi bọ cánh cứng trong họ 
Elateridae.
Chi này được miêu tả khoa học năm 1975 bởi Dolin.

## Các loài
Các loài trong chi này gồm:
- Hypnomorphus aemulus Dolin, 1975
- Hypnomorphus angulosus Dolin in Dolin, Panfilov, Ponomarenko & Pritykina, 1980
- Hypnomorphus carpolithus Dolin, 1975
- Hypnomorphus confusus Dolin, 1975
- Hypnomorphus curtus Dolin in Dolin, Panfilov, Ponomarenko & Pritykina, 1980
- Hypnomorphus distinctus Dolin, 1975
- Hypnomorphus dubius Dolin, 1975
- Hypnomorphus gigas Dolin in Dolin, Panfilov, Ponomarenko & Pritykina, 1980
- Hypnomorphus imperspicuus Dolin, 1975
- Hypnomorphus induratus Dolin, 1975
- Hypnomorphus inventus Dolin, 1975
- Hypnomorphus minutus Dolin, 1975
- Hypnomorphus rasnitzyni Dolin in Dolin, Panfilov, Ponomarenko & Pritykina, 1980
- Hypnomorphus rohdendorfi Dolin, 1975